# Patrick Thavelin
Jan Ulf Patrick Thavelin, född 29 april 1970, är en svensk före detta friidrottare (höjdhopp). Han tävlade för IFK Umeå, Umedalens IF och Spårvägens FK.